# Poganovci
Poganovci – wieś w Chorwacji, w żupanii osijecko-barańskiej, w gminie Podgorač. W 2011 roku liczyła 235 mieszkańców.